# Tomáš Suslov
Tomáš Suslov (Spišská Nová Ves, 7 juni 2002) is een Slowaaks voetballer die als middenvelder speelt. Hij verruilde FC Groningen op 1 september 2023 voor Hellas Verona. Suslov debuteerde in 2020 voor Slowakije.

## Clubcarrière

### FC Groningen
In augustus 2018 verruilde Tomáš Suslov de jeugd van 1. FC Tatran Prešov voor die van FC Groningen. Bij de Slowaakse club speelde hij al op 15-jarige leeftijd in het onder-19 elftal en was daarmee de jongste speler in de competitie, dit zorgde er mede voor dat hij in 2017 al een week op stage mocht komen bij FC Bayern München. Bij de Groningers tekende Suslov een contract voor twee jaar met de optie voor nog een seizoen, een jaar later tekende hij al een nieuw contract bij de club wat hem tot 2022 aan de club zal binden.
Op 22 februari 2020 maakte Tomáš Suslov zijn debuut in het eerste elftal van FC Groningen, hij verving Azor Matusiwa in de 88e minuut vlak nadat VVV-Venlo op een 0-1 voorsprong was gekomen. Op 23 september 2020 werd bekend dat Groningen het contract van Suslov opnieuw heeft verlengd, ditmaal tot medio 2025. Op 28 januari 2022 werd bekend dat zijn contract is opengebroken en verlengd tot medio 2026.
Op 1 september 2023 werd bekend dat hij overstapte naar Hellas Verona.

## Statistieken
| Seizoen                        | Club           | Land           | Competitie     | Competitie | Competitie | Beker | Beker | Totaal | Totaal |
| Seizoen                        | Club           | Land           | Competitie     | Wed.       | Dlp.       | Wed.  | Dlp.  | Wed.   | Dlp.   |
| ------------------------------ | -------------- | -------------- | -------------- | ---------- | ---------- | ----- | ----- | ------ | ------ |
| 2019/20                        | FC Groningen   | Nederland      | Eredivisie     | 1          | 0          | 0     | 0     | 1      | 0      |
| 2020/21                        | FC Groningen   | Nederland      | Eredivisie     | 29         | 2          | 1     | 0     | 30     | 2      |
| 2021/22                        | FC Groningen   | Nederland      | Eredivisie     | 29         | 1          | 3     | 0     | 32     | 1      |
| 2022/23                        | FC Groningen   | Nederland      | Eredivisie     | 13         | 1          | 1     | 0     | 14     | 1      |
| Carrièretotaal                 | Carrièretotaal | Carrièretotaal | Carrièretotaal | 72         | 4          | 5     | 0     | 77     | 4      |
| Bijgewerkt t/m 16 januari 2023 |                |                |                |            |            |       |       |        |        |

## Interlandcarrière
Suslov debuteerde op 18 november 2020 als achttien jarige speler van FC Groningen voor het Slowaaks voetbalelftal in een UEFA Nations Leaguewedstrijd in en tegen buurland Tsjechië (2–0 verlies). Hij kwam halverwege de tweede helft in het veld voor Albert Rusnák. Suslov werd geselecteerd voor het EK 2020 (in 2021) en kwam als invaller in het veld in twee van de drie groepsduels. Slowakije werd in de groepsfase uitgeschakeld. Hij scoorde zijn eerste doelpunt voor de nationale ploeg op 3 juni 2022 tegen Wit-Rusland. Suslov werd op 7 juni 2024 door bondscoach Francesco Calzona opgenomen in de Slowaakse selectie voor het EK 2024 in Duitsland. Slowakije eindigde als derde in een groep met Roemenië, België en Oekraïne, waarna het in de achtste finales na een verlenging met 2–1 verloor van Engeland. Suslov kwam op het toernooi in iedere wedstrijd in actie als invaller.